# Бирмингем
Бирмингем (енгл. Birmingham) је град у грофовији Западни Мидлендс, у Енглеској, у Уједињеном Краљевству. Други је највећи град Уједињеног Краљевства, после Лондона. Сматра се колевком индустријске револуције у Британији, због чега је добио надимке „радионица света” и „град с хиљаду заната”.
Према процени из 2017. у граду је живело 1.137.100 становника. Део је шире англомерације Западног Мидлендса, која има укупно 2.440.986 становника (попис 2011) и обухвата околне градове попут Солихала и Волверхемптона. Шира Бирмингемска метрополитанска област друга је по величини у Уједињеном Краљевству, с више од 3,7 милиона становника. Бирмингем се често назива „другим градом” Уједињеног Краљевства. Популарни назив за становнике Бирмингема је Брамиз (Brummies), а град има надимак Брам, према дијалекатском имену града: Брамагем. Веома је разнолик етнички и културно. У граду, осим Енглеза и Ираца, живе многи Индијци, Пакистанци, црнци са Кариба и Кинези.

## Географија

### Клима
| Клима Бирмингема (BHX), елевација: 99 m, 1971–2000 нормале, екстреми 1878–2006 | Клима Бирмингема (BHX), елевација: 99 m, 1971–2000 нормале, екстреми 1878–2006 | Клима Бирмингема (BHX), елевација: 99 m, 1971–2000 нормале, екстреми 1878–2006 | Клима Бирмингема (BHX), елевација: 99 m, 1971–2000 нормале, екстреми 1878–2006 | Клима Бирмингема (BHX), елевација: 99 m, 1971–2000 нормале, екстреми 1878–2006 | Клима Бирмингема (BHX), елевација: 99 m, 1971–2000 нормале, екстреми 1878–2006 | Клима Бирмингема (BHX), елевација: 99 m, 1971–2000 нормале, екстреми 1878–2006 | Клима Бирмингема (BHX), елевација: 99 m, 1971–2000 нормале, екстреми 1878–2006 | Клима Бирмингема (BHX), елевација: 99 m, 1971–2000 нормале, екстреми 1878–2006 | Клима Бирмингема (BHX), елевација: 99 m, 1971–2000 нормале, екстреми 1878–2006 | Клима Бирмингема (BHX), елевација: 99 m, 1971–2000 нормале, екстреми 1878–2006 | Клима Бирмингема (BHX), елевација: 99 m, 1971–2000 нормале, екстреми 1878–2006 | Клима Бирмингема (BHX), елевација: 99 m, 1971–2000 нормале, екстреми 1878–2006 | Клима Бирмингема (BHX), елевација: 99 m, 1971–2000 нормале, екстреми 1878–2006 |
| Показатељ \ Месец                                                              | .Јан.                                                                          | .Феб.                                                                          | .Мар.                                                                          | .Апр.                                                                          | .Мај.                                                                          | .Јун.                                                                          | .Јул.                                                                          | .Авг.                                                                          | .Сеп.                                                                          | .Окт.                                                                          | .Нов.                                                                          | .Дец.                                                                          | .Год.                                                                          |
| ------------------------------------------------------------------------------ | ------------------------------------------------------------------------------ | ------------------------------------------------------------------------------ | ------------------------------------------------------------------------------ | ------------------------------------------------------------------------------ | ------------------------------------------------------------------------------ | ------------------------------------------------------------------------------ | ------------------------------------------------------------------------------ | ------------------------------------------------------------------------------ | ------------------------------------------------------------------------------ | ------------------------------------------------------------------------------ | ------------------------------------------------------------------------------ | ------------------------------------------------------------------------------ | ------------------------------------------------------------------------------ |
| Апсолутни максимум, °C (°F)                                                    | 15,0 (59)                                                                      | 18,1 (64,6)                                                                    | 23,7 (74,7)                                                                    | 25,5 (77,9)                                                                    | 26,7 (80,1)                                                                    | 31,6 (88,9)                                                                    | 32,9 (91,2)                                                                    | 34,9 (94,8)                                                                    | 28,4 (83,1)                                                                    | 26,8 (80,2)                                                                    | 18,1 (64,6)                                                                    | 15,7 (60,3)                                                                    | 34,9 (94,8)                                                                    |
| Максимум, °C (°F)                                                              | 6,6 (43,9)                                                                     | 7,0 (44,6)                                                                     | 9,7 (49,5)                                                                     | 12,1 (53,8)                                                                    | 15,8 (60,4)                                                                    | 18,6 (65,5)                                                                    | 21,4 (70,5)                                                                    | 21,0 (69,8)                                                                    | 17,8 (64)                                                                      | 13,7 (56,7)                                                                    | 9,5 (49,1)                                                                     | 7,3 (45,1)                                                                     | 13,4 (56,1)                                                                    |
| Просек, °C (°F)                                                                | 3,9 (39)                                                                       | 4,0 (39,2)                                                                     | 6,1 (43)                                                                       | 7,8 (46)                                                                       | 11,0 (51,8)                                                                    | 13,9 (57)                                                                      | 16,5 (61,7)                                                                    | 16,1 (61)                                                                      | 13,5 (56,3)                                                                    | 10,0 (50)                                                                      | 6,5 (43,7)                                                                     | 4,7 (40,5)                                                                     | 9,5 (49,1)                                                                     |
| Минимум, °C (°F)                                                               | 1,1 (34)                                                                       | 0,9 (33,6)                                                                     | 2,4 (36,3)                                                                     | 3,5 (38,3)                                                                     | 6,2 (43,2)                                                                     | 9,2 (48,6)                                                                     | 11,5 (52,7)                                                                    | 11,2 (52,2)                                                                    | 9,1 (48,4)                                                                     | 6,3 (43,3)                                                                     | 3,4 (38,1)                                                                     | 2,0 (35,6)                                                                     | 5,5 (41,9)                                                                     |
| Апсолутни минимум, °C (°F)                                                     | −20,8 (−5,4)                                                                   | −13,6 (7,5)                                                                    | −11,6 (11,1)                                                                   | −6,6 (20,1)                                                                    | −3,8 (25,2)                                                                    | −0,8 (30,6)                                                                    | 1,2 (34,2)                                                                     | 2,2 (36)                                                                       | −1,8 (28,8)                                                                    | −6,8 (19,8)                                                                    | −8,6 (16,5)                                                                    | −18,5 (−1,3)                                                                   | −20,8 (−5,4)                                                                   |
| Количина падавина, mm (in)                                                     | 64,2 (2,528)                                                                   | 48,4 (1,906)                                                                   | 49,8 (1,961)                                                                   | 44,3 (1,744)                                                                   | 50,3 (1,98)                                                                    | 59,9 (2,358)                                                                   | 46,4 (1,827)                                                                   | 60,2 (2,37)                                                                    | 56,0 (2,205)                                                                   | 54,8 (2,157)                                                                   | 58,9 (2,319)                                                                   | 67,0 (2,638)                                                                   | 662,7 (26,091)                                                                 |
| Дани са падавинама (≥ 1.0 mm)                                                  | 12,0                                                                           | 9,7                                                                            | 11,1                                                                           | 8,4                                                                            | 9,3                                                                            | 9,0                                                                            | 7,4                                                                            | 8,9                                                                            | 8,6                                                                            | 10,1                                                                           | 10,3                                                                           | 10,8                                                                           | 115,9                                                                          |
| Дани са снегом                                                                 | 6                                                                              | 6                                                                              | 4                                                                              | 1                                                                              | 0                                                                              | 0                                                                              | 0                                                                              | 0                                                                              | 0                                                                              | 0                                                                              | 1                                                                              | 4                                                                              | 24                                                                             |
| Релативна влажност, %                                                          | 85                                                                             | 84                                                                             | 80                                                                             | 76                                                                             | 76                                                                             | 75                                                                             | 75                                                                             | 78                                                                             | 80                                                                             | 83                                                                             | 84                                                                             | 86                                                                             | 80                                                                             |
| Сунчани сати — месечни просек                                                  | 49,7                                                                           | 60,0                                                                           | 101,5                                                                          | 129,2                                                                          | 178,0                                                                          | 186,2                                                                          | 181,0                                                                          | 166,8                                                                          | 134,3                                                                          | 97,2                                                                           | 64,2                                                                           | 46,9                                                                           | 1.395                                                                          |
| Извор #1:                                                                      |                                                                                |                                                                                |                                                                                |                                                                                |                                                                                |                                                                                |                                                                                |                                                                                |                                                                                |                                                                                |                                                                                |                                                                                |                                                                                |
| Извор #2: NOAA (Релативна влажност, снежни дани и сунчаност 1961–1990)         |                                                                                |                                                                                |                                                                                |                                                                                |                                                                                |                                                                                |                                                                                |                                                                                |                                                                                |                                                                                |                                                                                |                                                                                |                                                                                |

| Климатски подаци за Бирмингег | Климатски подаци за Бирмингег | Климатски подаци за Бирмингег | Климатски подаци за Бирмингег | Климатски подаци за Бирмингег | Климатски подаци за Бирмингег | Климатски подаци за Бирмингег | Климатски подаци за Бирмингег | Климатски подаци за Бирмингег | Климатски подаци за Бирмингег | Климатски подаци за Бирмингег | Климатски подаци за Бирмингег | Климатски подаци за Бирмингег | Климатски подаци за Бирмингег |
| Месец                         | Јан                           | Феб                           | Мар                           | Апр                           | Мај                           | Јун                           | Јул                           | Авг                           | Сеп                           | Окт                           | Нов                           | Дец                           | Година                        |
| ----------------------------- | ----------------------------- | ----------------------------- | ----------------------------- | ----------------------------- | ----------------------------- | ----------------------------- | ----------------------------- | ----------------------------- | ----------------------------- | ----------------------------- | ----------------------------- | ----------------------------- | ----------------------------- |
| Срењи бориј дневних сати      | 8.0                           | 10.0                          | 12.0                          | 14.0                          | 16.0                          | 17.0                          | 16.0                          | 15.0                          | 13.0                          | 11.0                          | 9.0                           | 8.0                           | 12.4                          |
| Просечни UV индекс            | 1                             | 1                             | 2                             | 4                             | 5                             | 6                             | 6                             | 5                             | 4                             | 2                             | 1                             | 0                             | 3.1                           |
| Извор: Временски атлас        |                               |                               |                               |                               |                               |                               |                               |                               |                               |                               |                               |                               |                               |

## Историја
На подручју Бирмингема још су Римљани изградили путеве и велику тврђаву. У раном средњем веку место се помиње као мало англосаксонско село. Током 12. века град је добио пијацу и развио се у мали, али просперитетни трговачки град.
У 16. веку близина рудника угља и гвожђа допринела је развоју обраде метала. Већ у 17. веку Бирмингем је био познат по изради оружја. Бирмингем је био главни снабдевач оружја (мускета) за трупе Оливера Кромвела у енглеском грађанском рату.
За време индустријске револуције (тј. од средине 18. века), Бирмингем је нагло израстао у индустријски центар. За разлику од већине других индустријских градова тог времена, на пример Манчестера, индустрија у Бирмингему се заснивала на малим радионицама, а не на великим фабрикама и млиновима.
Крајем 19. века, број становника је достигао пола милиона. Бирмингем је добио статус града 1889. године указом краљице Викторије, а 1900. отворен је универзитет.
Град је био доста уништен бомбардовањима у Другом светском рату, али је обновљен у стилу савремене бетонске архитектуре, која је дала лошу репутацију граду. У последње време градски центар је преобликован и делимично рестауриран.

## Становништво
У граду је 2011. живело 1.137.100 становника.
| 1981.   | 1991.     | 2001.   | 2011.     |
| ------- | --------- | ------- | --------- |
| 996.365 | 1.005.764 | 977.091 | 1.073.045 |

## Привреда
Привреда града се данас заснива на производњи возила (фабрика Ровер), електричних уређаја, пластике, хемије и стакла. Све важнији део економије чине услуге. Бирмингем је други по величини европски центар за осигурање. Две од четири највеће британске банке основане су у Бирмингему (Lloyds и HSBC). Веома је значајан туризам, нарочито конференцијски.

## Партнерски градови
- Франкфурт на Мајни
- Чикаго
- Лајпциг
- Јоханезбург
- Лион
- Милано
- Гуангџоу
- Си'ан
- Запорожје